# 競馬中継 (関西テレビ)
『競馬中継』（けいばちゅうけい）とは、関西テレビが開局した翌年の1959年3月29日から1987年4月19日まで同局で日曜日午後に放送されていた中央競馬中継番組である。

## 概要

### 関西テレビ制作
毎週日曜日は主要重賞レースが多く開催されることから、数多くの名勝負・名場面をこの番組で実況した。放送が開始した1959年は年間9回の放送だったが、翌年の1960年には10回、1961年には17回と徐々に放送回数を増やしていった。
当初は実況に松本暢章、解説に現役調教師の武輔彦（武邦彦の叔父）という体制で放送していたが、1965年に発生した山岡事件がきっかけで現役調教師がテレビで予想を行うことが問題視されたため、同年に解説を詩人で競馬評論家の志摩直人に交代した。
1965年までは京都・阪神開催時のみ放送されていたが、1966年からは東海テレビ・テレビ西日本の協力によって中京・小倉のレースも放送するようになった。
翌年の1967年から毎週日曜日に競馬中継を放送することに踏み切った。また、この年の11月12日行われた菊花賞中継では、関西テレビで導入したばかりのカラーテレビ中継車を使って、フジテレビ系列の競馬中継では初めてカラーによる中継が行われた。
さらに1969年4月より競馬中継を完全カラー化された際に、放送時間を1時間から1時間半に拡大し、その関係で放送体制が大きく変更され、司会に松本と森乃福郎、実況席に杉本清と解説の大坪元雄という、現在の中継につながるスタイルの原型が出来上がった。
なお、1960年代後半には、土曜日にも中継していた時期がある。
後に、実況を務めた松本や杉本の名調子と志摩のそのレースにちなんだ詩の紹介で人気を集めた。1984年の桜花賞中継日（1984年4月8日放送）からは視聴者参加のクイズ形式の内容もとり入れつつ展開されたが、1987年4月26日から中継のタイトルを『エキサイティング競馬』に改めた。
1969年4月の桜花賞の週より実施した1時間半時代を経て、1970年代前半から半ば頃までは毎週2時間弱程度中継されていたものの、視聴率の低下に伴うスポンサー離れが原因で次第に放送時間が縮小され、1982年4月4日放送分より1969年3月以前と同様の1時間番組に戻し、15時から16時までの放送に短縮された。ただし、菊花賞など一部のレース日には放送時間を拡大していた。
なお、1957年から1989年まで、一部の年を除いて、曜日にかかわらず、昭和天皇の誕生日である4月29日に春の天皇賞が開催されていたが、当番組の放送曜日である日曜日以外の春の天皇賞中継については、1967年までは特別番組を設けて中継、1968年からは、土曜日以外の曜日では『3時のあなた』の番組内で実況中継され、土曜日の場合は特別番組を設けて中継を行った。
同番組のメインスポンサーとして、酒田時計貿易、北沢産業、SOFT-99が挙げられる（フジテレビも同様）。
尚、関西テレビは1979年1月3日に音声多重放送を開始したのに伴い、同制作版は同年4月8日の放送からステレオ放送が行われている。

### 東海テレビ制作
開局の頃から単発で競馬中継を続けていたが、1966年より中継をレギュラー化した（初期の頃はCBCテレビと並列で中継するケースもあった）。
1974年から声優の黒沢良がホスト（司会）を務め、京都・阪神の開催がない場合の「表開催」のときは大坪が解説を担当。なお、「裏開催」のときの解説は当時、競馬専門紙・競馬ファンの編集長を務めていた川口大樹が主に担当した。また、東海テレビは中日新聞社と結びつきが強いことから、傍系の中日スポーツの記者も出演している。実況はほとんど同局アナウンサーの吉村功が務めていた。
関西テレビ制作の同番組が後にクイズ形式の内容としたことで、従来の競馬中継のスタンスと大きくかけ離れている（パドックを映す時間が非常に短い。本馬場入場のシーンが中継されない等）として、競馬ファンのみならず競馬関係者からも激しい非難を浴びることになるが、東海テレビ制作の同番組については従来型の競馬中継のスタンスを貫き通した。

### テレビ西日本制作
1963年の夏期開催から小倉競馬の中継を始めた（第1回放送は8月17日）。司会者は同局のアナウンサーが概ね務めたが、落語家の森乃福郎が務めたこともあった。解説は夏の小倉開催の時は大坪。実況は同局のアナウンサー（樋口教高、佐藤征一、高橋幸平など）が務めた。また、俳優の宗方勝巳が毎年ゲスト出演していた頃もあった。
視聴率低下が懸念された時代には同番組中継内に競馬以外のスポーツの結果を伝えるコーナーを設け、特にゴルフの結果を他局が中継しているときには先に伝えたこともあった。しかし「競馬中継なのになぜゴルフ等の結果を知らせる必要があるのか」といった非難も少なくなかった。

## 競馬ファン・関係者からの非難
概要でも述べたが1970年代後半になると競馬人気も下火となり、そのため同番組の視聴率低下は著しいものとなり中継時間も次第に短縮されるようになった。
それでも視聴率の低下傾向に歯止めがかからなかったことから、まずテレビ西日本制作において前述した通り、競馬とは関係のないスポーツの結果を伝えるコーナーを設けたり、関西テレビ制作においてはいわゆる視聴者参加番組的な内容に変化していった（関西テレビ制作のものについては番組セットがひな壇に似ていたことから、「ひな壇中継」と揶揄するファンも多かった）。
こうしたやり方に対し、従来の競馬ファンから、競馬中継の基本ともいうべきパドックや本馬場入場の中継時間がカットないし大幅に短縮されたことに対して非難の声が上がり、また関西地区ではKBS京都の『土曜競馬中継』に対する評価が高かったことから関西テレビ系列の競馬中継をやめて日曜日もKBS京都で中継してほしいという声が上がっていた。また、競馬関係者からもこうした放送のやり方は問題があると非難された。
それに対し関西テレビ側は「放送スタンスを変えたことによって逆に同番組を見る人が増える傾向にある」と主張し、なかなかスタンスを変えようとはしなかった。
中央競馬側は関西テレビ系列が以前より中継を行っていることに対して従来のつながりを維持すべく、競馬ファンから要望のあるKBS京都での日曜競馬中継の実施については却下し続けてきた（後に実現）。
しかしオグリキャップと武豊を中心とした第2次競馬ブームと呼ばれる時代が到来し、競馬に対する世間の興味が広まりだしたことを契機に宮川一朗太が司会（関西テレビ制作）をすることになる『ドリーム競馬』に模様替えしてからほぼ従来型のスタンスに戻った。

## 歴代出演者

### 関西テレビ制作
司会
- 松本暢章（当時関西テレビアナウンサー）
- 森乃福郎（1969年4月〜1982年3月）
- 遥洋子（1984年4月8日〜）

ターフギャル
- 浅野まゆか
- 永井美知

解説者
- 武輔彦
- 志摩直人
- 須貝四郎
- 大坪元雄

実況アナウンサー
- 松本暢章（後に実況頻度を落としている）
- 杉本清
- 鈴木敏郎（後に山本に交代）
- 馬場鉄志
- 山本浩之

### 東海テレビ制作
司会
- 黒沢良

解説者
- 川口大樹
- 山口梅治
- 大坪元雄

実況アナウンサー
- 吉村功
- 磯野正典

### テレビ西日本制作
司会
- 森乃福郎ほか

解説者
- 大坪元雄

実況アナウンサー
- 樋口教高
- 佐藤征一
- 高橋幸平

## 放送開始・終了BGM
- アール・エレソン・マッコイの『ライツアウトマーチ』。